# Schizocarpum filiforme
Schizocarpum filiforme är en gurkväxtart som beskrevs av Heinrich Adolph Schrader. Schizocarpum filiforme ingår i släktet Schizocarpum och familjen gurkväxter. Inga underarter finns listade i Catalogue of Life.